# Notanisomorphella australis
Notanisomorphella australis är en stekelart som först beskrevs av Jean Risbec 1952.  Notanisomorphella australis ingår i släktet Notanisomorphella och familjen finglanssteklar. Inga underarter finns listade i Catalogue of Life.